# Таращук Володимир Іванович
Володи́мир Іва́нович Таращук (1922—1987) — український зоолог, переважно герпетолог.
Володимир Таращук працював усе життя в Інституті зоології НАН України, у відділі фауни й систематики, на основі якого сформовано подальший науковий підрозділ «відділ зоомузею» (керівник Микола Щербак), що надалі став Зоологічним відділом ННПМ. Протягом 1974-1987 років був також завідувачем кафедри зоології Київського педагогічного інституту (нині Національний педагогічний університет імені М.П. Драгоманова).
Найбільший доробок залишив у галузі вивчення амфібій та плазунів України. 1959 року став автором одного з випусків академічної серії «Фауна України» — «Земноводні та плазуни».
Автор усіх 10 нарисів про земноводних і плазунів у першому виданні Червоної книги України (1980).
Відомим герпетологом та екологістом став його син Сергій Таращук (1955—2008), який був одним із чільників Національного екоцентру України і який 1987 року також захистив дисертацію під керівництвом М. Щербака: «Герпетофауна Північно-західного Причорномор'я та її зміни під дією антропічних факторів».
Загинув через безглуздий випадок. Вийшов з дому, забувши ключі, двері оселі зачинив автоматично. Згадавши, що є дублікати ключів під квітковим горщиком сусіда на 3 поверсі, поліз туди та зірвався, вхопившись при цьому за горщик. Медики, що були викликані на місце події, констатували смерть Володимира Івановича.